# 蔡群
蔡群（1974年—），贵州织金人，苗族，中华人民共和国政治人物、第十二届全国人民代表大会贵州地区代表。
2013年，担任全国人大代表。